# Manuel María Ponce Brousset
Manuel Maria Ponce Brousset (Arequipa, 5 avril 1874 - Lima, 18 juillet 1966) est un militaire et homme d'État péruvien qui occupe brièvement la charge de président de la République du 25 au 27 août 1930, après la démission du président Augusto Leguía.

## Biographie
Il est le fils de Tomás Ponce et de Mara Dolores Brousset (descendante d'un militaire français, Antoine Brousset Franc, qui s'installe à Arequipa, au début du XIXe siècle, pendant l'invasion napoléonienne de l'Espagne).
Il étudie au collège de l'indépendance américaine de sa ville natale. Il s'installe ensuite à Lima pour intégrer l'école militaire. Il y étudie la topographie.
Une fois ses classes terminées, il voyage en France et sert dans un régiment de chasseurs alpins en Haute-Savoie. En 1908, il obtient le grade de lieutenant colonel.
De retour au Pérou, il commande un régiment d'infanterie installé dans le front nord, lors du conflit face à l'Équateur en 1910. Il intègre rapidement l'état-major de l'armée et en est nommé chef en 1917. Cependant il doit démissionner après un scandale à la suite de l'agression du journaliste José Carlos Mariátegui par le lieutenant José Vasquez Benavides.
Il est promu, le 17 janvier 1929.
Proche et potentiel successeur de Augusto Leguía, il lui vante les mérites du jeune major Luis Miguel Sánchez Cerro afin de le promouvoir lieutenant-colonel, grade qu'il obtient en mars 1930. Peu de mois après, Ponce et Sánchez Cerro sont des acteurs de premier plan dans la chute de Leguía.

### Présidence de la junte militaire
Le 22 août 1930, le commandant Luis Miguel Sánchez Cerro se soulève, à Arequipa contre le président de Leguía. Après que ce dernier ait renoncé à sa charge, la garnison de Lima constitue une junte militaire, dont la présidence lui est confiée.
Cependant la junte est mal accueillie par l'opinion publique, car deux militaires trop proches de Leguía ont été nommés au sein du nouveau gouvernement. Dans un contexte de grave crise politique, économique et sociale que connait le pays, la foule prend d'assaut la maison de l'ancien président. Celui-ci étant en fuite vers l'étranger, à bord du croiseur Almirante Grau, est obligé de retourner au port de Callao. Dès son arrivée, il est fait prisonnier.
La population en colère souhaite que le pouvoir revienne aux mains des révolutionnaires d'Arequipa et ainsi à leur chef, le commandant Luis Miguel Sánchez Cerro. Après seulement deux jours au pouvoir, la junte est dissoute pour laisser la place à une nouvelle junte, présidée par Sánchez Cerro.